# Euthalia mindorana
Euthalia mindorana är en fjärilsart som beskrevs av Hans Fruhstorfer 1899. Euthalia mindorana ingår i släktet Euthalia och familjen praktfjärilar. Inga underarter finns listade i Catalogue of Life.